# Mesochorus incae
Mesochorus incae är en stekelart som beskrevs av Dasch 1974. Mesochorus incae ingår i släktet Mesochorus och familjen brokparasitsteklar. Inga underarter finns listade i Catalogue of Life.